# فلیسیا فار

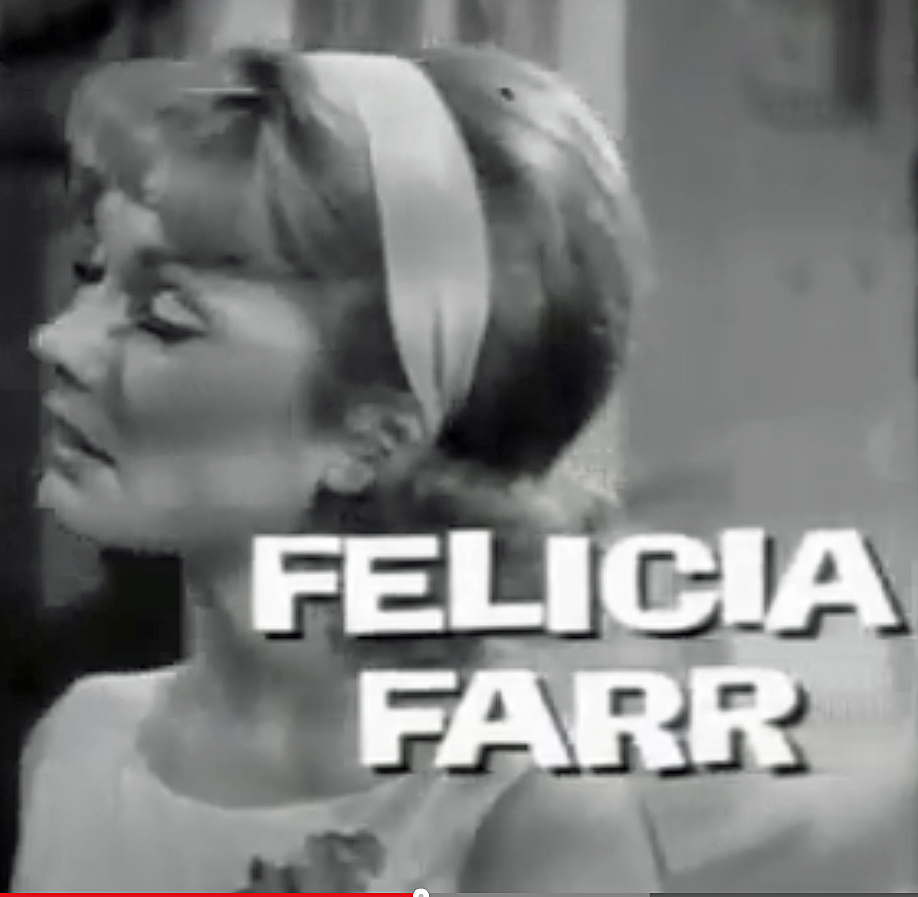

فلیسیا فار (انگلیسی: Felicia Farr؛ زادهٔ ۴ اکتبر ۱۹۳۲) هنرپیشه اهل ایالات متحده آمریکا است. وی بین سال‌های ۱۹۵۴ تا ۱۹۹۲ میلادی فعالیت می‌کرد.

## گزیده فیلمشناسی
- آخرین واگن (۱۹۵۶)
- ۱۰ به یوما (۱۹۵۷)
- احمق مرا ببوس (۱۹۶۴)
- کاچ (۱۹۷۱)
- چارلی وریک (۱۹۷۳)
- بازیگر (۱۹۹۲)